# VI Triennale di Milano
La VI Triennale di Milano si tenne nel 1936 e fu la seconda realizzata a Milano dopo le 3 Biennali di Monza. Il tema principale fu la l'unita fra le arti.

## Introduzione
Presidente: Gr. Uff. Dott. Giulio Barella

Membri del Consiglio di amministrazione: Avv. Rino Valdameri, Giovanni Ponti, Marcello Piacentini, Alberto Jannitti Piromallo, Rino Parenti, Antonio Maraini,
Alberto Calza Bini.

Direttorio: Carlo Alberto Felice, Giuseppe Pagano (architetto), Marco Sironi.

È stata la seconda Triennale con sede a Milano, dove poi è rimasta ancora oggi. La mostra si sviluppa in tutte le sale del Palazzo dell'Arte e nelle strutture che lo circondano.

## Padiglione Nuovo
Il Padiglione Nuovo di Giuseppe Pagano (architetto) fu demolito nel dopoguerra a causa di danni subiti dai bombardamenti. Per la VI Triennale conteneva le seguenti mostre:

### Mostra dell'abitazione

#### Piano Terra
Curatori e architetti: Franco Albini, Renato Camus, Paolo Clausetti, Ignazio Gardella, Giuseppe Mazzoleni, Giulio Minoletti, Gabriele Mucchi, Giancarlo Palanti, Giovanni Romano
La prima sala è intitolata "Coerenza". Gli ordinatori sono Gian Luigi Banfi, Lodovico Barbiano di Belgiojoso, Enrico Peressutti, Ernesto Nathan Rogers e il loro obiettivo era quello di esaltare il legame che l'uomo ha determinato tra il proprio ambiente spirituale e le opere, al fine di incitare i contemporanei a realizzare la propria coerenza creando un'architettura degna della storia che viviamo.
La sala è divisa in due elementi e si può paragonare a un libro sul quale nella prima parte troviamo delle tavole illustrate e nella seconda il testo.
Le dodici tavole ripercorreranno i momenti dei periodi fondamentali della storia umana attraverso prima le immagini e riproduzioni architettoniche e poi con spiegazioni scritte.
La seconda sala è intitolata "Programma dell'abitazione moderna". Gli ordinatori Angelo Bianchetti, Alessandro Pasquali, Cesare Pea si sono proposti di divulgare i concetti informatori che presiedono allo studio e alla realizzazione di un'abitazione veramente moderna. Una contiguità di spazi senza spreco di percorsi, inutili per il corretto vivere quotidiano. La forma migliore per garantire ciò è il grattacielo, in quanto permette di aumentare la densità della popolazione in verticale e quindi così dare la possibilità di creare giardini e parchi.
La terza sala è intitolata "Il lottizzamento dei quartieri d'abitazione". Gli ordinatori Piero Bottoni, Luigi Dodi e Mario Pucci in questa sezione si occupano del problema relativo al raggruppamento edilizio delle cellule d'abitazione trattate nella seconda sala. L'obiettivo è che ci siano le migliori condizioni possibili in rapporto alle varie latitudini, circondando la casa dal verde, rendendo possibile le comunicazioni collettive come i mezzi pubblici, senza però essere disturbata dal traffico. Solo attraverso una sostituzione degli interessi privati con una visione dell'interesse collettivo, si potrà raggiungere un accorpamento edilizio moderno.

#### Tipo di alloggio di un locale studiato per un albergo di soggiorno, per una pensione o per un edificio ad alloggi di un locale con servizi centralizzati
Progettisti: Franco Albini - Renato Camus - Paolo Clausetti - Ignazio Gardella - Giuseppe Mazzoleni - Giulio Minoletti - Gabriele Mucchi - Giancarlo Palanti - Giovanni Romano.
L'allestimento prevedeva una sola stanza e per questo motivo è stato possibile utilizzare spazi di grandi dimensioni. Ciò principalmente per permettere al pubblico numeroso di circolare senza eccessiva ristrettezza. Questo allestimento mostrava una camera d'affitto quale potrebbe offrirla un grande albergo pensione oppure un edificio appositamente adibito a camere ammobiliate. Il locale è diviso nelle due parti diurna e notturna: un angolo a salotto con tavolino, poltrona, ecc. ed uno a studiolo con un mobile basso, comprendente: libreria, scrivania e armadietto; sistemato lungo la finestra, costituiscono la parte diurna: il letto, la toletta, la doccia e una grande parete/armadio costituiscono l'arredamento della parte notturna.
Elenco dei locali:
- ingresso
- parte diurna
- parte notturna
- doccia

#### Tipo di alloggio per quattro persone
Progettisti: Franco Albini - Renato Camus - Paolo Clausetti - Ignazio Gardella - Giuseppe Mazzoleni - Giulio Minoletti - Gabriele Mucchi - Giancarlo Palanti - Giovanni Romano.
In questo tipo di alloggio assume grande importanza il tema dello sfruttamento dello spazio, specialmente a causa delle abitudini di vita più complesse che moltiplicano il numero e i tipi degli oggetti d'uso, dal vestiario ai servizi da tavola, dagli attrezzi sportivi ai libri ai giochi, che richiedono spazi adatti alle diverse occupazioni degli abitanti.
Nel progettare questo alloggio si è dato grande sviluppo alla parte destinata alla abitazione diurna, nella quale i vari membri della famiglia svolgono le loro diverse occupazioni uno accanto all'altro, nelle zone destinate ad esse e arredate in modo adatto, nell'unico grande spazio della stanza di soggiorno. In essa si entra dalla scala o dal pianerottolo dell'ascensore attraverso l'anticamera, ricavata separando con un tratto di parete un angolo della stanza di soggiorno. L'anticamera comunica con un gabinetto. Alla stanza di soggiorno è anche affidato il disimpegno delle camere da letto, delle quali alcune possono essere parte integrante della stanza stessa.
Gli indumenti sono custoditi in apposite pareti-armadio chiuse, accessibili dalla camera da letto. Ogni tipo di indumento vi trova la sua collocazione opportuna. Gli armadi sono costituiti da un elemento madre costante e da elementi interni intercambiabili così da consentire la massima adattabilità.
Unico disimpegno necessario è quello tra le camere da letto e la stanza da bagno. Questa ha dimensioni maggiori del consueto, dovendo in essa svolgersi durante i giorni più rigidi dell'anno, gli esercizi ginnastici mattutini ai quali è destinata una terrazza coperta in comunicazione diretta con la stanza da bagno.
Dal pianerottolo dell'ascensore di servizio o dalla scala si entra ai servizi, costituiti da anticamerina, guardaroba e camera della domestica in un ambiente solo, cucina e credenza. Queste due sono ricavate mediante una parete di vetro da un ambiente solo, di superficie equivalente a quello della normale cucina.
Con particolare cura si sono studiati gli impianti: sanitario, elettrico, termico, telefonico ecc, in modo da indicare la più razionale distribuzione dei locali. L'altezza ideale dei locali è di quattro moduli da sessantasei cm. Sul soffitto della galleria della Mostra era proiettata la pianta degli alloggi con la griglia dello schema.
Elenco dei locali:
- ingresso servizio
- bagno servizio
- camera servizio e guardaroba
- cucina
- credenza
- anticamera padronale
- pranzo
- stanza di soggiorno
- studio e biblioteca
- 2 camere dei figli
- camera da letto matrimoniale
- bagno
- terrazza

Alloggio per quattro persone. Pianta
Alloggio per quattro persone. Sezione 2
Alloggio per quattro persone. Sezione
Alloggio per quattro persone. Sezione 1
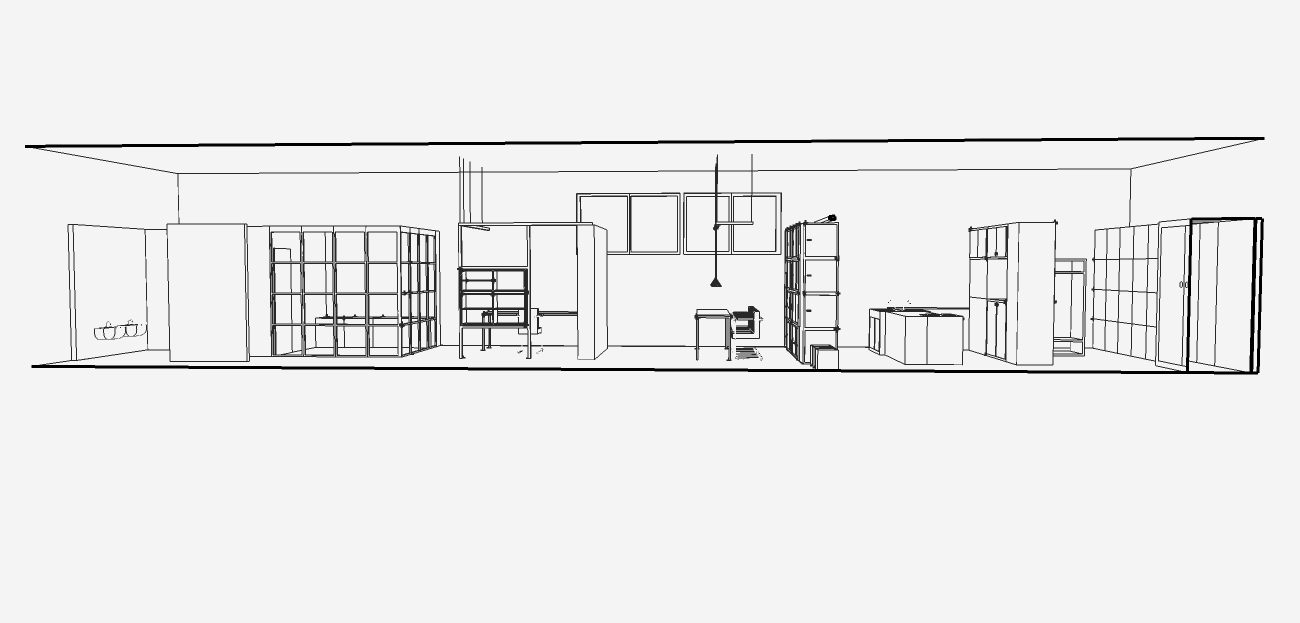
Albini - Alloggio per quattro persone. Sezione longitudinale
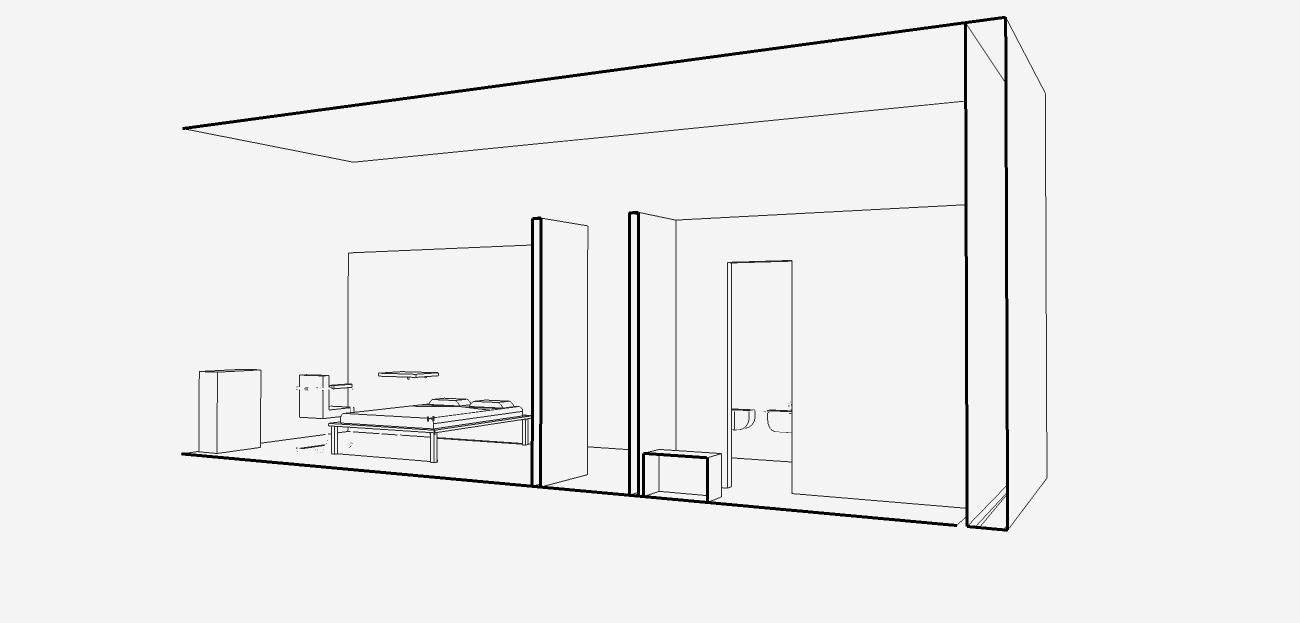
Albini - Alloggio per quattro persone. Camera matrimoniale
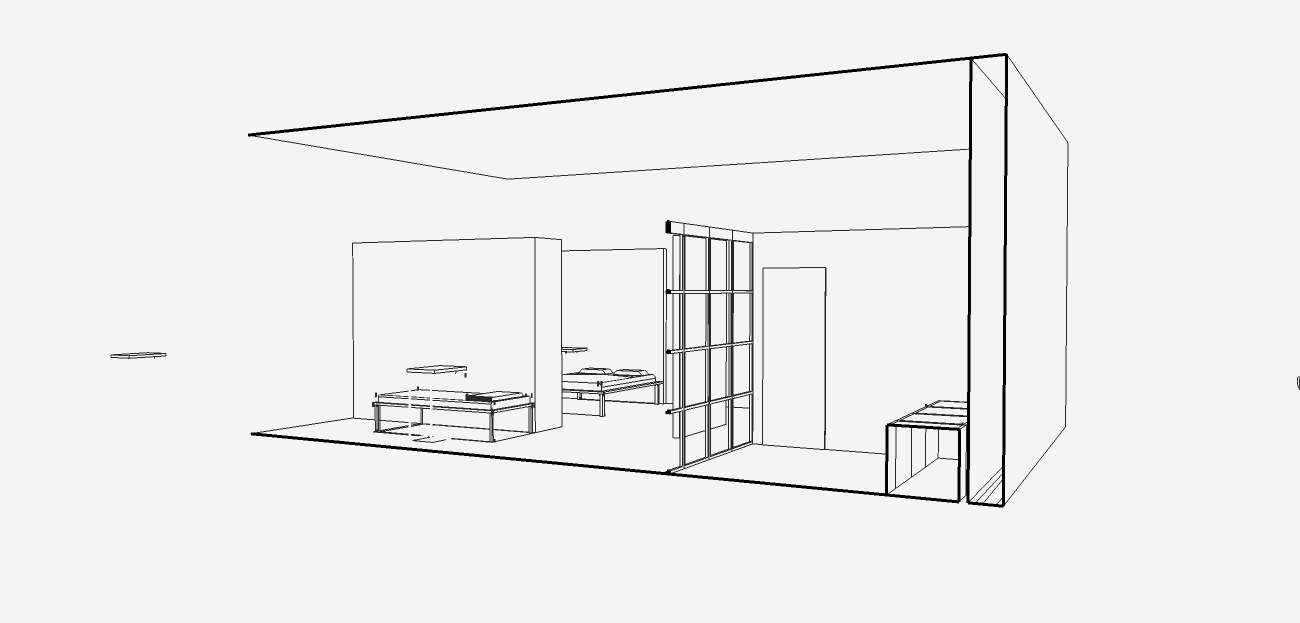
Albini - Alloggio per quattro persone. Camera singola
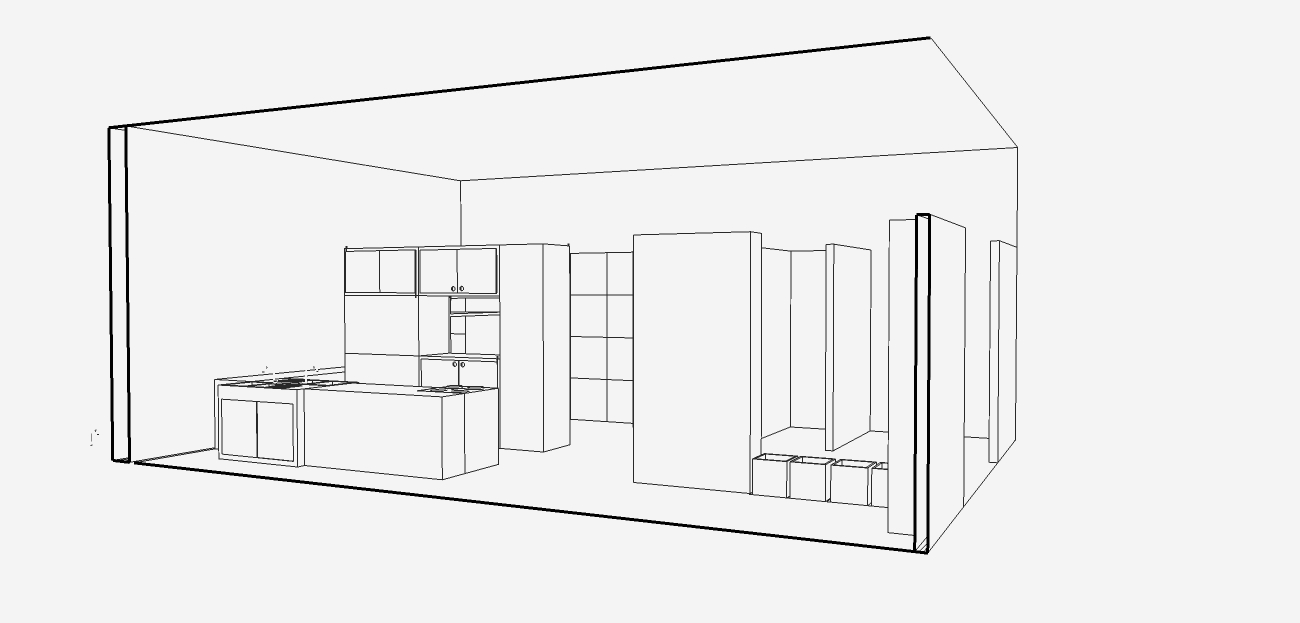
Albini - Alloggio per quattro persone. Cucina-Alloggio
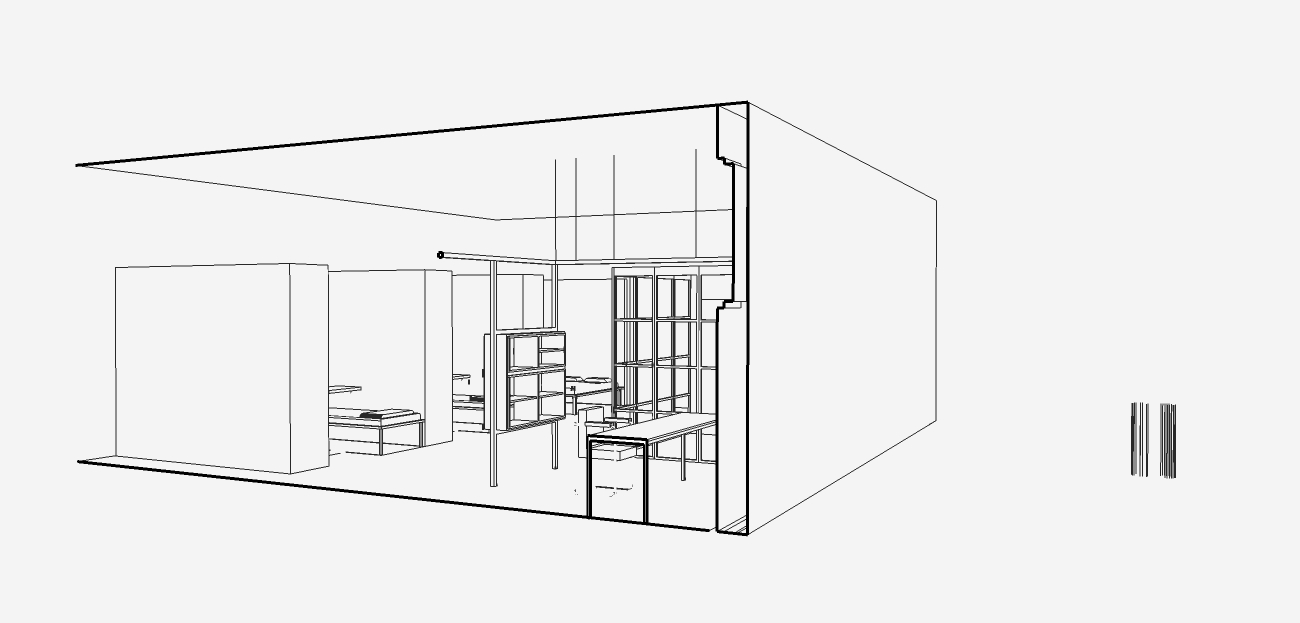
Albini - Alloggio per quattro persone. Studio
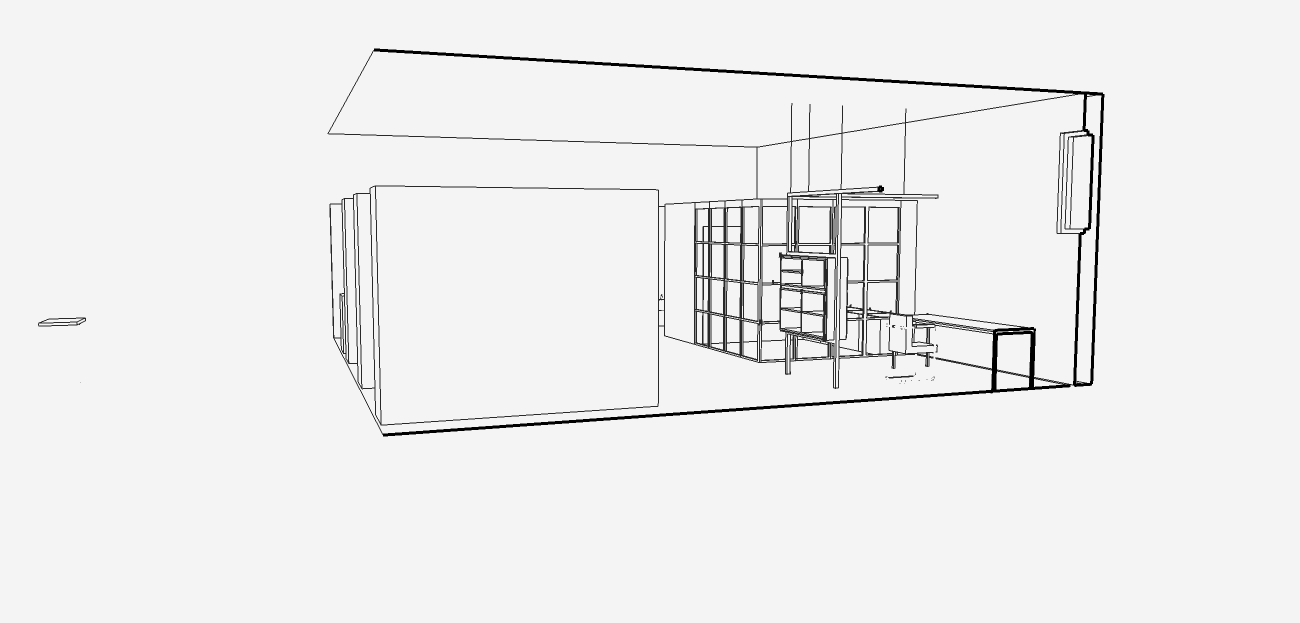
Albini - Alloggio per quattro persone. Studio 2
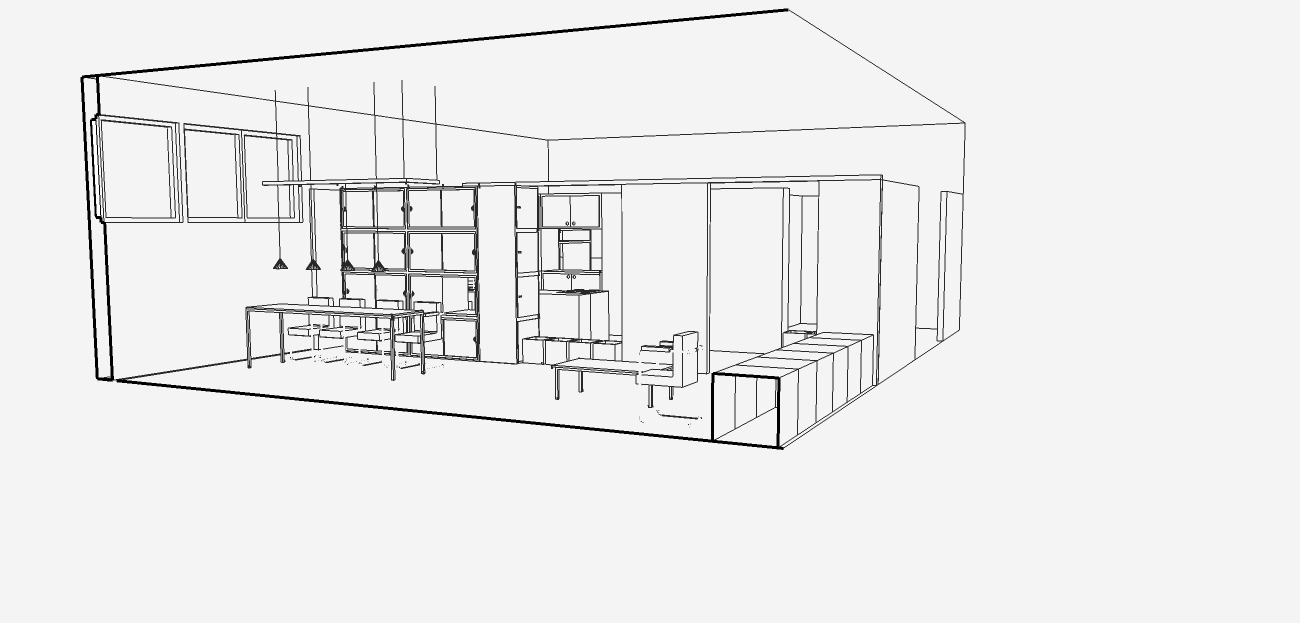
Albini - Alloggio per quattro persone. Sala da pranzo
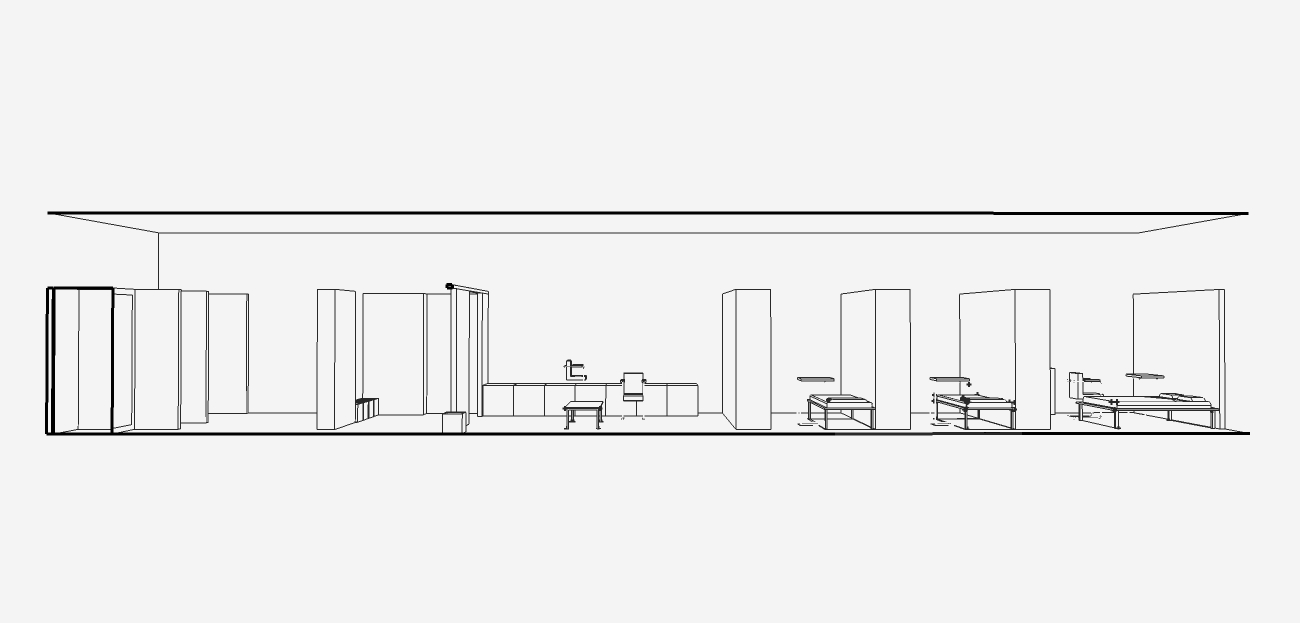
Albini - Alloggio per quattro persone. Sezione longitudinale camere da letto modello

#### Tipo di alloggio per tre persone
Progetto: Scuole dell'Umanitaria.
Questo tipo di alloggio, che interessa la più vasta e più agiata classe borghese, non è stato oggetto di ampi studi, come per esempio, le case popolari, nonostante abbia esigenze e caratteristiche molto simili a queste.
L'alloggio risulta composto da un locale che funge da soggiorno e pranzo; una camera da letto matrimoniale, una camera per i figli, una camera per signorina;
una cucina e infine una stanza di servizio.
In totale sono quindi sei locali che corrispondono a cinque degli appartamenti comuni in ragione della particolare soluzione dei due locali di servizio, la cui superficie complessiva dovrebbe corrispondere ad una cucina un po' ampia (16 m²). Questo gruppo di servizi deve comprendere: un ingresso di servizio, una cucinetta di 6 m², una stanza di servizio di 9 m² con una superficie circa uguale a quella dell'unica cucina grande, ma con migliore sfruttamento. Le camere dei figli, possono essere ridotte a dimensioni minime quando sia possibile riunirle alla stanza di soggiorno. L'arredamento deve essere ridotto in parte, secondo i criteri ammessi per le case popolari (massimo numero dei mobili predisposti nella casa) - salvo le modifiche dovute a diverse esigenze di vita e maggiori capacità economiche. I mobili dovrebbero essere già previsti dal costruttore, in modo da permettere varianti e combinazioni diverse.
Elenco dei locali:
- ingresso padronale
- ingresso servizio
- stanza di soggiorno
- sala da pranzo
- camera dei figli
- camera matrimoniale
- camera servizio
- cucina

#### Tipo di alloggio di due locali per quattro persone nel quartiere Fabio Filzi dell'istituto per le case popolari di Milano, in costruzione in viale Argonne
Progettisti del quartiere: Franco Albini - Renato Camus - Giancarlo Palanti.
Progettisti dell'arredamento, oltre ai già citati: Paolo Clausetti - Ignazio Gardella - Giuseppe Mazzoleni - Giulio Minoletti - Gabriele Mucchi - Giovanni Romano.
In questo tipo di appartamento ci si è scostati un po' dai concetti generali comuni al resto della mostra in quanto in questo caso i mobili e l'arredamento in generale non sono stati progettati appositamente per questa mostra, sulla base delle piante del palazzo e in relazioni agli spazi di esso, ma sono stati inseriti ed adattati agli spazi esistenti in un secondo momento. Ed il fatto che i mobili sono tutti incorporati nella muratura ha creato non poche difficoltà nell'allestire l'esposizione all'interno del palazzo.
Elenco dei locali:
- Ingresso
- bagno
- cucinotto
- soggiorno
- letto
- terrazza

#### Quattro elementi di alloggio per un professionista, con studio annesso
Progettisti: Camillo Magni - Beno Opecrynsky - Alessandro Pasquali.
L'abitazione propriamente detta, esclusi i servizi (cucina e gabinetto) e le eventuali camere per i figli, era formata da un unico ambiente nel quale le singole parti assumevano vari e determinati compiti. Il locale di soggiorno comprendeva due tavoli da pranzo pieghevoli e componibili e una scaffalatura nella quale trovavano posto: la libreria, uno scrittoio, un mobile per i lavori femminili, bar e radio grammofono. Un vano separato dal resto dell'ambiente per mezzo di una tenda, ma parte integrante di esso, ospitava un letto matrimoniale che poteva essere utilizzato anche come divano; la testata del letto era divisa in vari scompartimenti diversamente utilizzabili. Due armadi dietro i quali erano sistemati una piccola vasca da bagno e un lavabo, completavano l'ambiente.
 Elenco dei locali: 
- stanza da letto
- stanza da soggiorno
- stanza da pranzo
- bagno

#### Camera per due ragazzi
Progettista: Vito Latis
L'arredamento di questo ambiente è risolto mediante elementi abbinati, come i letti, saldati per la testiera; gli armadi, uniti da uno specchio; la scrivania, munita di doppia cassettiera; e da elementi singoli, come le sedie a fusto metallico, lo scaffale per i libri, la lunga lavagna.
L'estrema semplicità dei mezzi espressivi e pratici crea un'atmosfera serenamente adatta alla vita dei ragazzi cui questo locale era destinato.

#### Album studio
Progettisti: Angelo Bianchetti, Cesare Pea
I pezzi che compongono lo studio sono:
Una scrivania ad L con piano in metallo securit che poggia da una parte su una cassettiera e dall'altra su di un sostegno metallico a doppia U; nella parte anteriore della scrivania è ricavata una radio.
Un divano di tubo cromato con imbottitura, una poltrona pure di tubo cromato, dello stesso profilo, ed una poltroncina per la scrivania.
Di fronte alla scrivania è appeso a parete uno scaffale, con tavolino sporgente. Sopra lo scaffale è posta una lavagna di linoleum ed un riquadro di linoleum sughero per fissare provvisoriamente appunti, foto, ecc. Sopra la scrivania sono collocati un tubo reggi-lampade e due fotografie che completano la decorazione dell'ambiente.

#### Ufficio per piccole aziende a orario unico
Progettista: Piero Bottoni
L'arredamento presentato voleva risolvere i problemi che sarebbero emersi in previsione dell'orario unico. Nelle piccole e medie aziende, infatti, non vi erano le mense per cui gli operai erano costretti a pranzare in ufficio.
Gli ambienti erano organizzati in questo modo:
Nell'ingresso vi era un grande esempio di organizzazione centralizzata per pasti in un grande ufficio.
I pavimenti continui, di un colore unico e non freddi. Le pareti chiare, di un solo colore, e facilmente lavabili. I mobili facilmente spostabili e componibili, adatti all'uso e alle dimensioni degli oggetti da ufficio, ma anche adatti per pranzare e quindi non facilmente macchiabili. L'illuminazione era naturale, cioè grandi finestre alte da terra, ben disposte rispetto ai tavoli da lavoro, oppure artificiale, equamente diffusa e antiabbagliante.
Per quanto riguarda i mobili, le scrivanie e tutti gli elementi erano componibili, le sedie per le scrivanie erano di tipo fisso e girevole.
Vi era inoltre un mobile adatto alla consumazione del cibo, del quale potevano usufruire quattro persone.
Tutti i mobili erano in rovere con piano in cristallo, linoleum e laccati.

#### Gabinetto per un medico
Progettisti: Giorgio Calza Bini - Vincenzo Monaco - Saverio Muratori - Franco Petrucci - Ludovico Quaroni - Enrico Tedeschi.

#### Camera dello studente
Progettista: Gino Levi-Montalcini
In questa stanza il progettista propone una soluzione minima di abitazione unicellulare adatta alle necessità, abbastanza particolari, di un giovane universitario. Era presente un grande armadio a vari elementi che consentiva uno sgombero completo della stanza facilitando l'adattamento di questa agli usi più diversi. Il bagno, che occupava un vano separato, dà all'unico locale l'indipendenza di un appartamento completo.

#### Sala da pranzo trasformabile in una stanza di soggiorno
Progettista: Mario Labò.
Questo arredamento era stato studiato in modo da rispondere alle esigenze sia di una sala da pranzo, sia di una sala di soggiorno; i mobili, infatti, erano facilmente trasformabili mediante semplici spostamenti e accostamenti diversi: così il tavolo da pranzo poteva essere scomposto in due tavolini, che eventualmente potevano essere posti sotto la parte pensile della credenza in modo da togliere ogni ingombro, e le quattro poltrone - che erano accostate fra di esse e che erano appoggiate al muro - potevano essere unite per costituire un comodo divano.

### Sistemi costruttivi e materiali edilizi
Progettisti: Giuseppe Pagano-Pogathschnig e Guido Frette
Secondo piano del Padiglione Nuovo

### Mostra dell'architettura rurale nel bacino del mediterraneo
Progettisti: Giuseppe Pagano-Pogathschnig e Guarniero Daniel
Secondo piano del Padiglione Nuovo

### Mostra internazionale di architettura
La Mostra Internazionale dell'Architettura è stata organizzata sotto il controllo della speciale commissione del Centro di Studi sull'Architettura Moderna, istituito presso la Triennale. Era divisa in Sezione Internazionale di Urbanistica, Sezione Internazionale di Architettura, Architettura Rurale nel Bacino del Mediterraneo e Architettura Attuale e la Tradizione Italiana.
La Sezione Internazionale di Urbanistica si propone al pubblico con tre scopi principali:
- divulgare i fini dell'urbanistica e i mezzi di cui essa si serve;
- chiarire ai tecnici non specializzati gli ordinamenti e i mezzi tecnici dell'urbanistica, come arte e scienza;
- far conoscere alle autorità quali problemi di carattere sociale e, in senso lato, politico, l'urbanistica deve affrontare, quali mezzi essa pone a disposizione delle autorità per risolverli e l'apporto dato dai tecnici italiani alla soluzione dei problemi dell'Urbanistica.[12]

La Sezione Internazionale di Architettura espose opere progettate e costruite tra la fine del 1933 e il periodo di preparazione della Triennale.
Il primo gruppo di opere comprende pezzi realizzati da autori di nazioni che non partecipano ufficialmente alla Triennale. Questi sono disposti su un grande telaio murale posto a sinistra.
Tra le nazioni partecipanti si trovano: Argentina, Grecia, Turchia, Iugoslavia, Paesi Bassi, Danimarca, Norvegia, Svezia, Giappone, Stati Uniti d'America, Bulgaria, Germania, Svizzera, Cecoslovacchia, Finlandia, Spagna, Francia, Belgio, Romania, Austria, Ungheria.
L'arredamento della libreria è stata curata dagli architetti: Marcello Canino, Ferdinando Chiaromonte, Carlo Cocchia.
L'esposizione e la vendita delle pubblicazioni d'arte è affidata a Sperling & Kupfer editori e librai di Milano.
All'esterno, a destra dei giardini ai quali si accede uscendo nel parco dalla porta presso la libreria, si trova una scultura di marmo di G. Galetti.
L'Architetto Agnoldomenico Pica ha curato l'allestimento della galleria.
L'esposizione delle opere avviene attraverso dei pannelli, i quali possono contenere una o due opere.
Il titolo e l'autore sono indicati nella fascia grigia; quando in un solo pannello compaiono due opere la prima indicazione si riferisce all'opera rappresentata nella parte superiore del
pannello.
La sezione dell'Architettura Rurale nel Bacino del Mediterraneo fu curata dagli architetti Giuseppe Pagano e Guerniero Daniel, con i quali collaborarono i pittori Aldo Bongiovanni e Costantino Nivola.
Le fotografie sono state eseguite direttamente sul posto dall'architetto G. Pagano con la collaborazione per informazioni e documenti fotografici degli architetti Pier Niccolò Berardi di Firenze, M. E. Buccianti di Alessandria d'Egitto, N. Chiaraviglio di Roma, G. Chierici di Milano, E. Moya di Madrid, R. Pane di Napoli, G. Pellegrini di Tripoli, P. Scattolin di Venezia e il R. Politecnico di Palermo.
Questa sezione si pone come scopo di dimostrare il valore estetico della funzionalità attraverso l'esame della casa rurale italiana, la cui struttura e la possibilità che offre, si limita a soddisfare i bisogni indispensabili al lavoro e alla vita, per come si relaziona alle condizioni del suolo, del clima e dell'economia.
Può essere suddivisa così:
- soluzione del problema strettamente funzionale o tecnico;
- graduale determinazione della forma più adatta allo scopo;
- conservazione della forma come elemento estetico anche quando più non sussistono le necessità funzionali.

Lo sviluppo che segue è testimoniato, partendo dall'esame delle condizioni geologiche, meteorologiche e agricole dell'Italia, da una successione logica di documenti fotografici.
La sezione dedicata all'Architettura Attuale e la Tradizione Italiana, fu allestita per suggerimento di Marcello Piacentini e dall'architetto Ludovico Quaroni. L'obiettivo è mettere in luce i nuovi architetti e il loro rapporto con la tradizione, intesa come vivente spirito della stirpe e non come cieca ripetizione di forme e ritmi acquisiti.

## Mostra delle industrie tessili

### Mostra internazionale di scenotecnica teatrale
È stata organizzata d'accordo con Anton Giulio Bragaglia del Sindacato Nazionale Fascista dei Registi e degli Scenotecnici.
Architettonicamente è stata allestita da Enrico Prampolini con criteri funzionali e aspetti teatrali rispondenti all'uso; fa ampio uso di superfici e strutture come ad asempio quello delle luci dirottate e indirette che creano un'atmosfera tipicamente spettacolare.
la Galleria è divisa in due sezioni: quella italiana allestita da Enzo Ferrieri e Luciano Ramo e quella estera, curata da Enrico Prampolini.

### Sezione italiana
La Sezione Italiana della Mostra di Scenotecnica è stata ordinata con criteri di giusta scelta, sebbene di non eccessivo rigore, trattandosi di una delle prime rassegne totalitarie di artisti di scenotecnica, di cui molti giovanissimi.
Gli artisti partecipanti, circa sessanta, riconsegnano alla scenotecnica decoro e maturità dopo un periodo poco propizio.
Tuttavia ci sembra che nel loro insieme i sessanta artisti presenti riconsegnino alla scenotecnica decoro e maturità.
La mostra propone esperimenti ma anche e soprattutto valide esperienze riguardanti vari temi legati alle nuove realtà determinate dalle infinite possibilità di illuminazione, il loro rapporto con le scene dipinte, il ritorno a scene architettoniche costruite, plastiche, solide.
Tutte hanno sul teatro legittima cittadinanza, appunto perché la varietà delle opere e dei loro caratteri richiede, di volta in volta, questa o quella interpretazione.

## Priorità italiche in arte
Tra i vari artisti vi è Corrado Cagli, che espone una grande tempera (La battaglia di San Martino e Solferino). Il murale è realizzato su pannelli distinti e poi assemblati.Biografia di Corrado Cagli - Archivio Corrado Cagli

## Galleria delle arti decorative e industriale
Tra gli artisti che espongono in questa sezione troviamo Filiberto Sbardella, con la pittura murale "Clima fascista", e Carlo Carrà con la pittura murale "La lavorazione del marmo".

## Mostra delle scuole d'arte
La sezione dedicata alle Scuole d'Arte riunisce i lavori delle più rinomate e delle più piccole Scuole d'Arte di tutta Italia.
Il loro scopo è quello di formare delle maestranze di alto livello, differenti dai licei artistici e dalle Accademie. Alla base delle Scuole d'Arte ci sono laboratori pratici in continuo aggiornamento, in modo che queste rispondano alle esigenze artigianali ed industriali del momento. La mostra è un richiamo a favorire un primo tentativo di fusione delle varie attività tra le istituzioni di istruzione artistica di qualunque grado.
La VI Triennale doveva essere il punto di partenza di questi principi. Alle Scuole d'Arte sono suggeriti temi da studiare, soggetti da sviluppare, richiamando gli allievi allo studio degli scritti del Duce, alla vita delle Corporazioni, alla esaltazione delle virtù militari.
Alla Triennale le Scuole d'Arte hanno riprodotto: sculture in marmo, in pietra, in cemento, in terracotta, in stucco, in legno, stoffe tessute e stampate, merletti, mosaici parietali, smalti su metalli, ceselli, incisioni, ceramiche, lacche, mobili, pavimenti e scenografie.
La scuola di Firenze, per via della sua posizione geografica e per essere una delle più rinomate, è il perno della collaborazione tra le diverse Scuole di tutta Italia.
Ogni Scuola d'Arte nonostante infonda una istruzione tecnica ed artistica globale ha un settore in cui è specializzata. Nella VI triennale ogni scuola ha esposto lavori riguardanti campi in cui più eccelle.
Le Scuole di Cantù e Cascina per esempio hanno allestito una esposizione dedicata al mobilio, Faenza alla ceramica, Firenze agli smalti figurativi su metalli, Venezia alla lavorazione delle lacche, Ravenna ai mosaici; Firenze, Perugia, Urbino e Venezia hanno allestito esposizioni dedicate alla litografia, l'incisione, la tipografia e la xilografia.
Fattore molto importante dell'esposizione è il rapporto che c'è tra le Scuole d'Arte e le industrie manifatturiere italiane. La VI Triennale è un luogo di incontro tra le giovani maestranze, che mettono in mostra i propri lavori, e possibili datori di lavoro in cerca nuovi talenti.

## Mostra dell'arredamento
La mostra dell'abitazione riunisce una serie di proposte per la soluzione di alcuni problemi relativi all'arredamento moderno; queste proposte si ispirano tutte a principi che possono così essere sintetizzati:
- applicazione dei concetti di "serie" alla organizzazione dell'alloggio e agli elementi dell'arredamento.
- componibilità, intercambiabilità, trasformabilità dell'arredamento ottenute con modulo costante.
- esclusione di materiali e di soluzioni di eccezione.

Nell'impostazione particolare del piano si offrivano diverse possibilità di ordinamento: quella di presentare successivamente diverse soluzioni di uno stesso ambiente, oppure fare una presentazione in base soltanto a criteri estetici ricercando rapporti di masse, di corpi e di colori; infine raggruppare i locali nella successione logica di un appartamento. È stata quest'ultima soluzione poiché nell'alloggio un ambiente deve essere considerato non in se stesso ma nei suoi rapporti con quelli vicini.
A questi alloggi tipici si sono aggiunti due organismi di speciale interesse: la camera d'affitto per una pensione o un albergo di soggiorno e lo studio commerciale con un numero limitato di impiegati.
Dei tipi di alloggio prescelti si presentano gli ambienti più caratteristici, con quei mobili che possono, anch'essi, definirsi tipici essendo indispensabili alla costituzione dell'ambiente, oppure quelli che possono rappresentare nuove ed interessanti soluzioni pratiche.
Con questo studio non solo è stato illustrato il tema dell'alloggio d'affitto con contributo alla sua soluzione, ma è stato mostrato quale potrebbe essere una stimolante presentazione di ambienti, da parte di mobilieri e arredatori moderni.
Quest'ultimo aspetto della mostra, le conferisce una nota inedita che, si lega con la realtà quotidiana dei visitatori.
La Mostra dell'Abitazione conteneva:
- Sala di Soggiorno, di Virgilio Vallot
- Salotto per Signora, di Osvaldo Borsani
- Camera da letto per signora, di Guido Frette
- Parte notturna di un'abitazione, di BBPR
- Stanza di soggiorno e terrazzo, di Gino Pollini e Luigi Figini
- Camera da letto, di Renato Wild e Guglielmo Ulrich
- Sala di attesa per lo studio di un medico, di Piero Bottoni e Mario Pucci
- Stanza di soggiorno nella casa di un collezionista d'arte, di Agnoldomenico Pica
- Stanza di soggiorno di Antonio Cassi-Romelli e Paolo Buffa
- Camera per un ragazzo, di Renier Adami e Paolo Masera
- Sala da pranzo, di Mario Sironi
- Piccolo appartamento, di Gio Ponti
- Sala da pranzo, di Giuseppe Mazzoleni, Giulio Minoletti e Giancarlo Palanti
- Stanza per un uomo, di Franco Albini
- Sala di rappresentanza del palazzo comunale di Aprilia, di Enrico Prampolini
- Realizzazione del progetto premiato al concorso per una sala da pranzo con decorazione murali bandito dalla triennale, di Bramante Buffari e Leonardo Spreafico
- Sala da pranzo, di Gino Levi-Montalcini, Ettore Sottsass e Carlo Turina

### Camera da letto per signora
Allestimento dell'architetto Guido Frette
Questa camera da letto femminile riprende e--in certo senso ---completa il tema affrontato nell'ambiente precedente:la funzione e diversa ma la protagonista e la stessa—la signora moderna. Il lusso di certi particolari e, naturalmente, giustificato, come nel caso precedente, dalla destinazione tutta speciale di questo arredamento.

### Parte notturna di un'abitazione
Il gruppo BBPR formato dagli architetti Gian Luigi Banfi, Lodovico Barbiano di Belgiojoso, Enrico Peressutti, Ernesto Nathan Rogers si occupano di allestire una stanza da letto, con annessi servizi e uno spazio di allenamento fisico.
L'allestimento si sviluppa intorno al blocco compatto al centro, formato da un letto e un armadio con la funzione di separare la camera dal bagno e che presenta nella parte rivolta verso i servizi una toletta nascosta da uno sportello girevole a specchio. Alla sinistra del letto una tenda appesa al soffitto separa la camera dalla sala ginnastica comprendente di un vogatore (detto anche remoergometro, uno strumento di allenamento ricorrente negli allestimenti della VI Triennale), una panca e una scala di corda a pioli. Ai piedi del letto si trova invece un'amaca pieghevole in metallo, per garantire una gestione autonoma dello spazio.

Pianta e sezione-sezione notturna BBPR
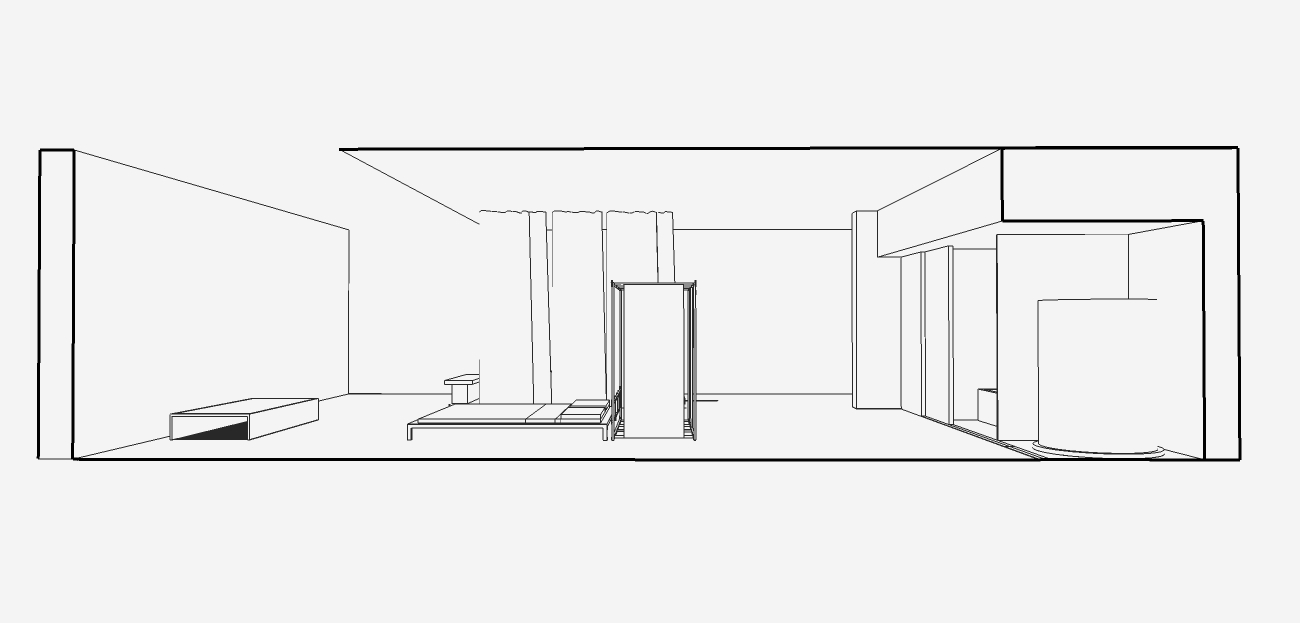
Modello parte notturna di un'abitazione. Sezione 2
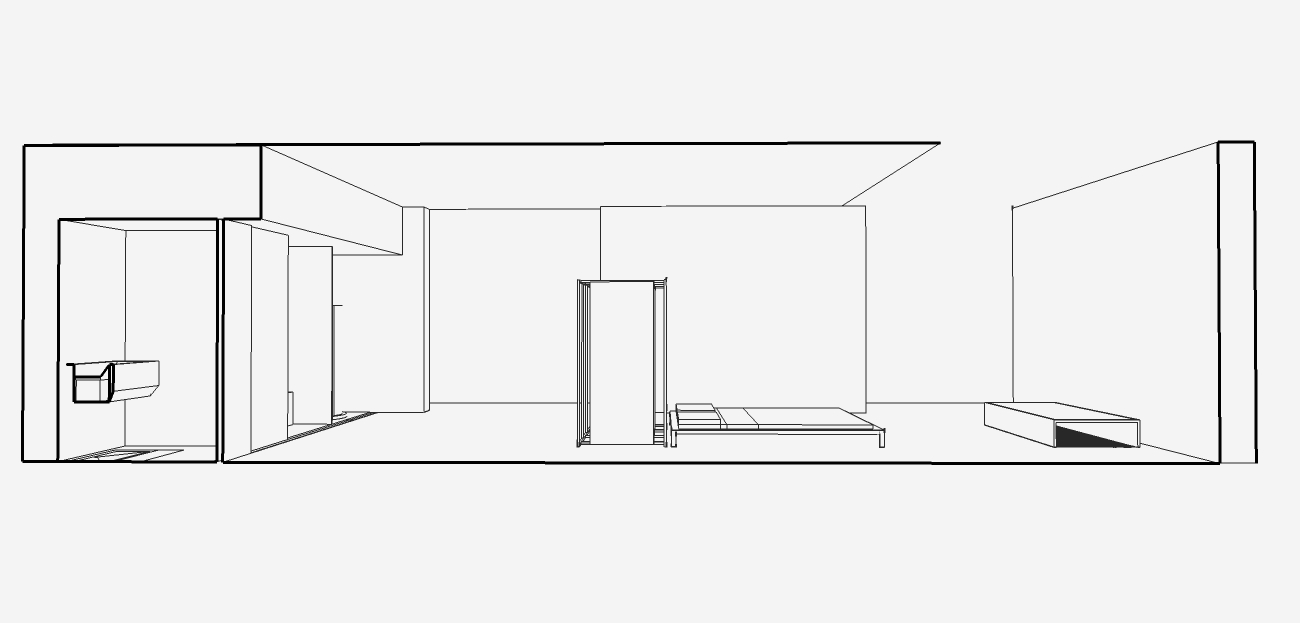
Modello parte notturna di un'abitazione. Sezione 3
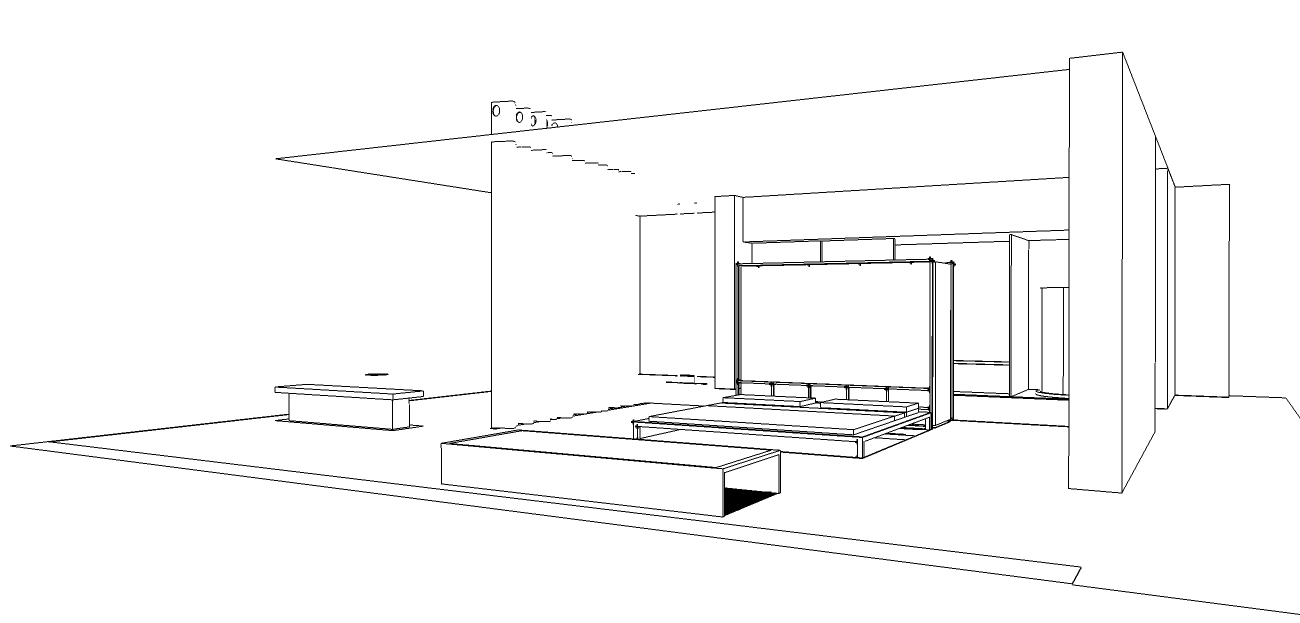
Modello parte notturna di un'abitazione BBPR

### Sala di attesa per lo studio di un medico
Allestimento di Piero Bottoni e Mario Pucci
La sala d'attesa per uno studio medico è stata studiata sotto vari principi, primo tra tutti quello dell'assoluta funzionalità.
Prestando molta attenzione alla disposizione planimetrica si sono voluti risolvere diversi aspetti negativi. Si è progettata con cura la disposizione di porte e finestre che, il più delle volte, non hanno posizioni precise in relazione all'ingresso e alla zona d'uscita del pubblico: frequentemente infatti all'interno di una sala d'attesa ci sono diverse porte ed è possibile che un nuovo paziente possa sentirsi disorientato.
Un altro inconveniente è la disposizione delle sedute all'interno delle sale d'attesa, spesso rivolte verso l'ingresso, così da focalizzare l'attenzione dei presenti sul nuovo arrivato, con la possibilità che questi si senta in soggezione.
Bottoni e Pucci hanno quindi studiato delle soluzioni di arredo al fine di eliminare qualsiasi aspetto negativo.
Le porte d'ingresso all'anticamera sono due e proiettano l'attenzione verso la porta dell'ambulatorio medico grazie ad un doppio tappeto che conduce ad essa. Nel locale non sono necessarie altre porte eccetto una porta finestra che si immagina possa accedere ad un terrazzo.
Gli architetti sostengono che nel locale sia necessario un divisorio che costituisce una parziale separazione grazie ad una scaffalatura; in tal modo è come se si andassero a formare due distinti salottini d'attesa, questi sono però completamente aperti in direzione dello studio del medico, dando così le spalle alla porta con la quale si accede dall'esterno.
I progettisti consigliano anche di abolire le riviste esposte nelle sale d'attesa che molto spesso sono piuttosto datate, sostituendole con delle vetrine centrali, dei tavoli a vetrina e introducendo nell'ambiente anche un acquario.

### Camera per un ragazzo
Allestimento di Renier Adami e Paolo Masera
Gli architetti Renier Adami e Paolo Masera nella loro piccola "Camera per un ragazzo" hanno cercato di creare un'atmosfera di fresca serenità e di gioia adatta ad accogliere, nelle ore di studio e di riposo, la vita di un ragazzo. L'arredamento doveva rispondere anche, in modo egregio, a qualità pratiche di robustezza, di comodità e di facile funzionamento. Questo è quanto gli autori si sono preoccupati di curare. Tutto ciò è stato tentato con mobili ad incastro visibile e con legno di castano nostrano e pannelli colorati ad intarsio di lincreo tendono a conferire allegria all'ambiente.

Stanza per un ragazzo. Pianta
Stanza per un ragazzo. Sezione
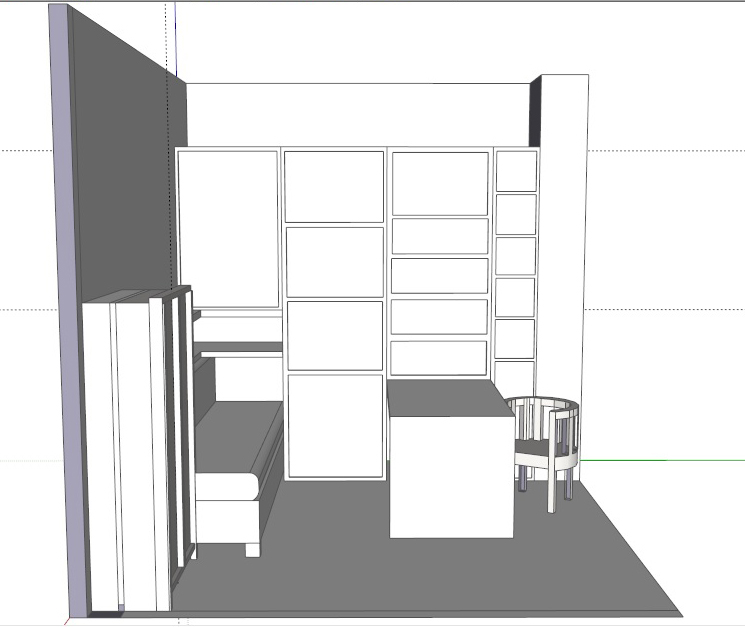
Adami e Masera. Camera per un ragazzo
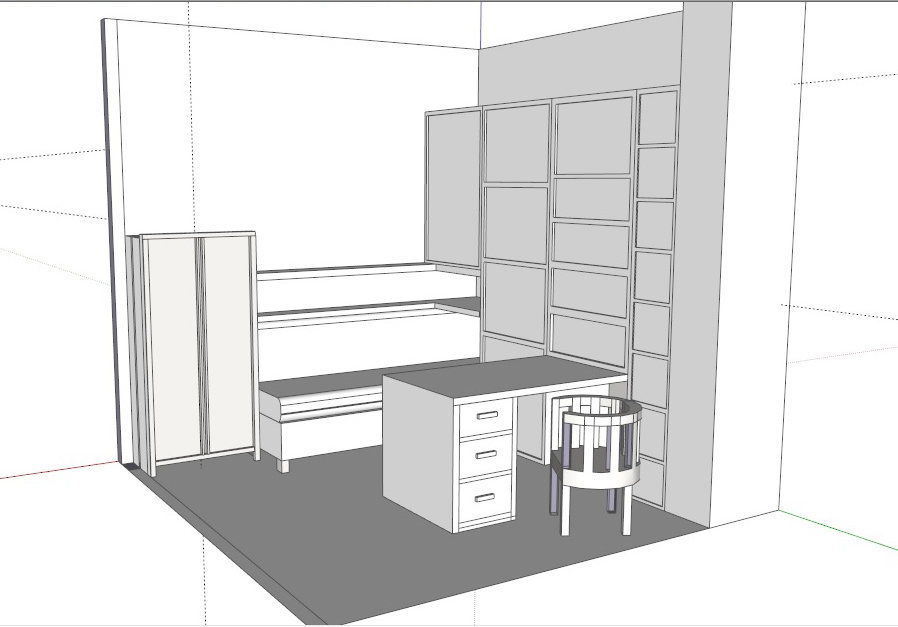
Adami e Masera. Camera per un ragazzo 1
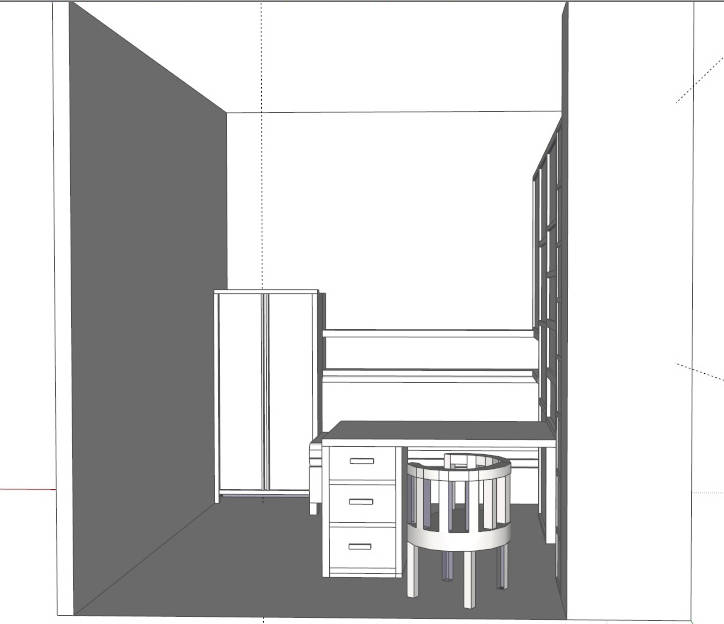
Adami e Masera. Camera per un ragazzo 2

### Sala da pranzo
Allestimento di Mario Sironi
Questo ambiente disegnato e decorato da Mario Sironi può essere considerato come un breve corollario di quei concetti di decorazione murale di fusione tra plastica architettonica e plastica decorativa, di espressione lirica e di interpretazione fantastica del volume costruttivo, che sono tipici del Sironi e che in questa stessa esposizione sono espressi - con alta monumentalità.

Pianta
Sezione AA
Sezione BB
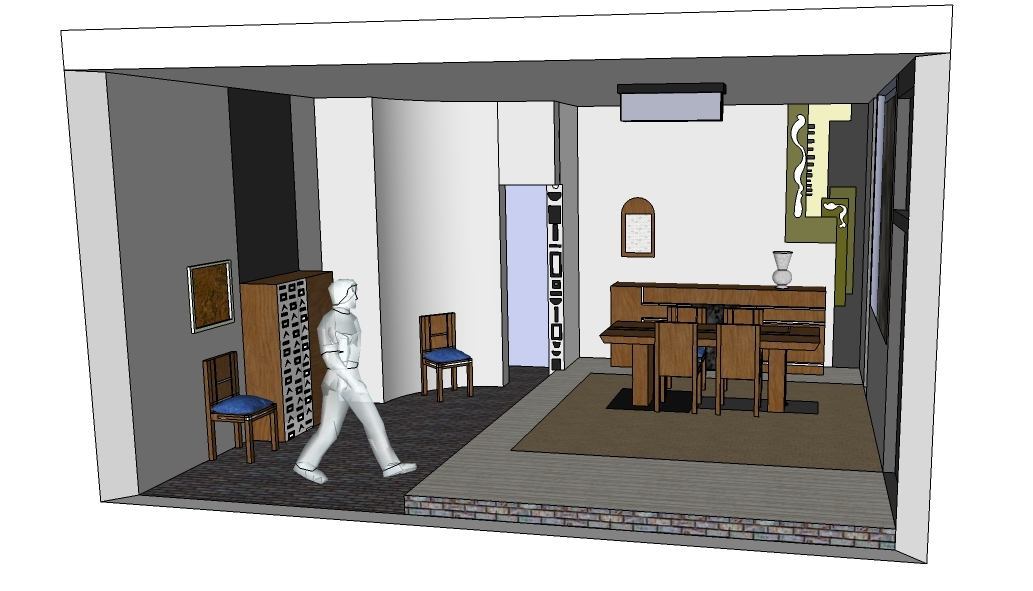
Mario Sironi. Sala da pranzo 2
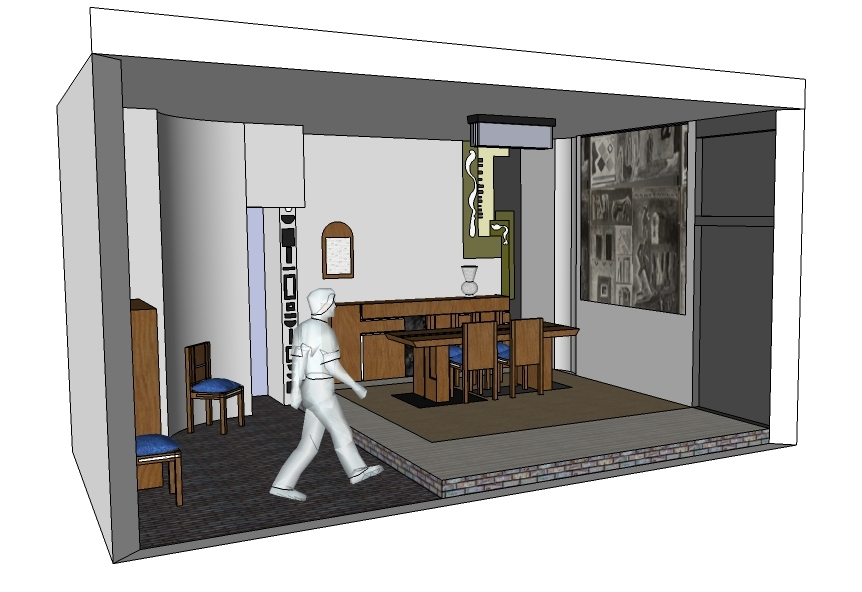
SALA DA PRANZO MARIO SIRONI

### Piccolo appartamento
Allestimento di Gio Ponti
Il progetto prevede una piccola abitazione integrata da bagno, cucinata ed ingresso. L'ambiente dalle dimensioni maggiori è caratterizzato dalla presenza di una parete che ha anche la funzione di libreria e da mobili che consentono di trasformare l'ambiente in modi molto pratici: il divano è costituito da due elementi e il tavolo è allungabile, inoltre, il tavolino da lavoro e il tavolino basso da pranzo si possono spostare agevolmente.
Le dimensioni dell'appartamento non seguono le classiche convenzioni, poiché quest'ultimo è progettato studiando il concetto delle possibilità di adattamento alle diverse esigenze della vita. Il medesimo concetto è espresso anche nella camera da letto.
Entrambi i principali ambienti che costituiscono l'appartamento figurano aperti su un terrazzo, ciò sta a significare che secondo Gio Ponti nessuno dei due locali può mancare di questo elemento. Il progettista sostiene che vetrine, porte, serramenti speciali, illuminazione ed armadi rappresentano quel che dovrebbe essere praticamente introdotto nella concezione elementare dell'abitazione moderna.
L'elemento estetico si è quasi voluto prescindere, ricercando un'espressione di vita fresca e semplice; per questo motivo colori, stoffe e legni possono essere di diversa natura e si sono introdotti apposta mobili di carattere diverso.

### Stanza per un uomo
Allestimento di Franco Albini

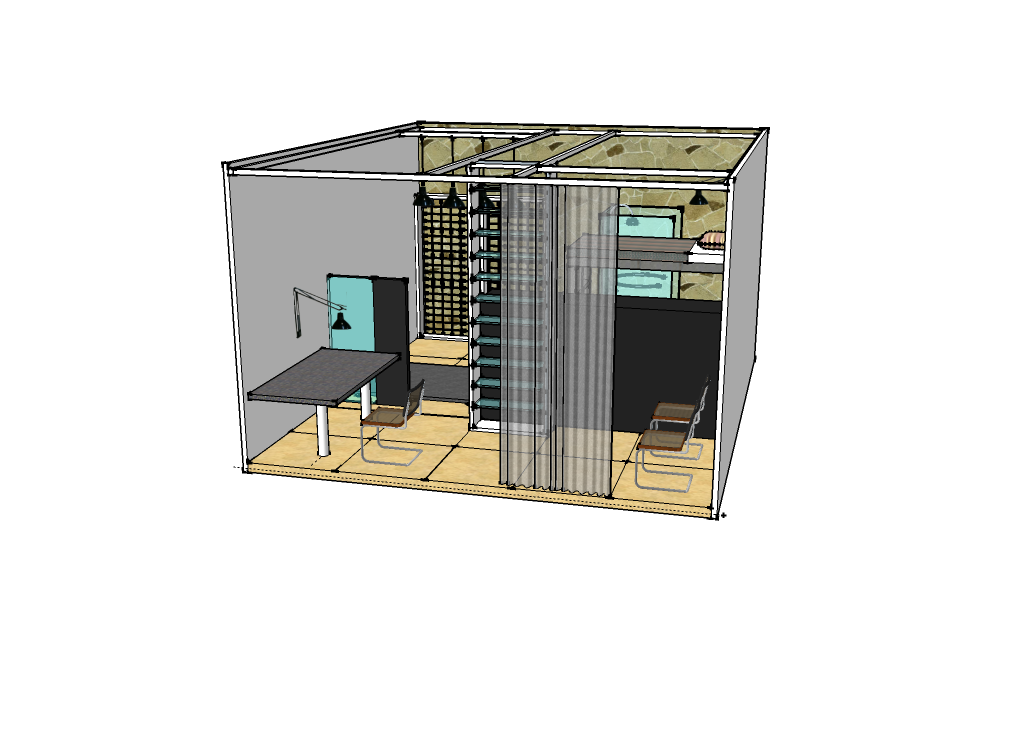
Stanza per uomo-Albini MODELLO
- Stanza per uomo-Albini

## Opere costruite nel parco

### Nuovo ingresso e biglietteria
Progettista: Giuseppe Pagano-Pogatschnig

### Teatro all'aperto
Progettista: Eugenio Falvoli

### Fontana Monumentale
Progettisti: Cesare Cattaneo e Mario Radice
(Cesare Cattaneo e Mario Radice,  B. Zevi, La tradizione moderna. Cesare Cattaneo (1912-1943), in «L'architettura. Cronache e storia», vol. VI, 1961, nn. 63, 64, 65, 66; vol. VII, 1961, nn. 67, 68.)

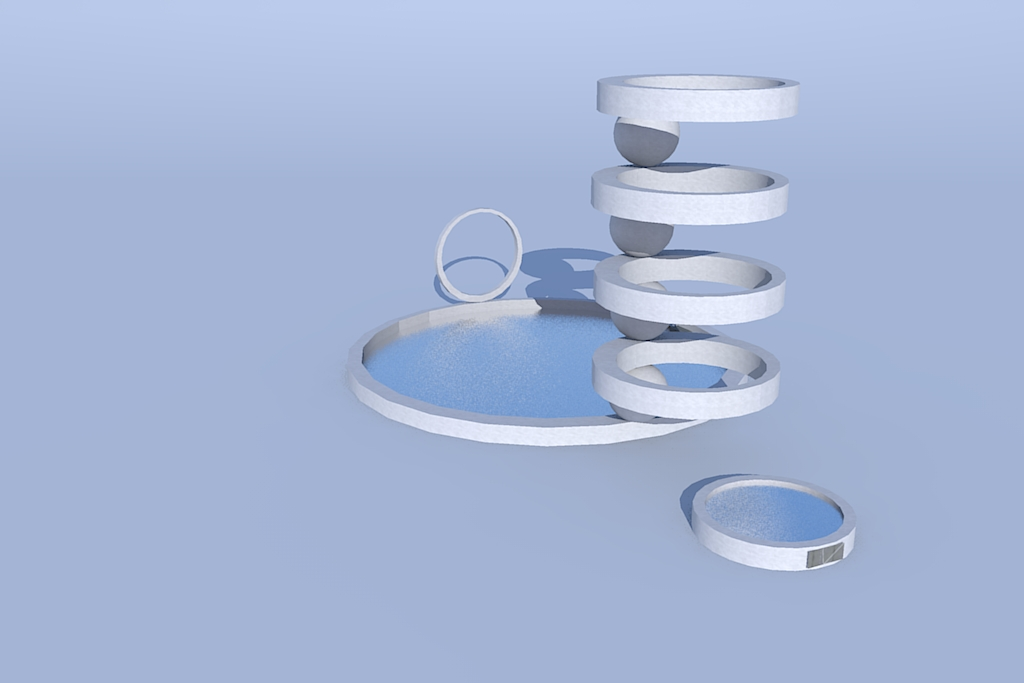
Monumentale-Cattaneo

Così l'architetto Cesare Cattaneo e il pittore astrattista Mario Radice promuovevano il loro progetto per la fontana destinata alla Piazza Corsica a Camerlata, in provincia di Como.
A metà degli anni Trenta, infatti, il comune di Como decise che lo snodo stradale di questo piazzale doveva essere sistemato in modo da riqualificare, con un elemento di interesse artistico, il sobborgo periferico di Camerlata.
La fontana fu presentata in occasione della VI Triennale del 1936, nella quale venne esposta all'interno del Parco Sempione di Milano.
I due artisti, attraverso l'andamento circolare delle linee e la mancanza di spigoli che si coniuga con la fluidità dell'acqua della fontana, associano la forma del monumento con il movimento rotatorio degli autoveicoli attorno al piazzale.
Quattro sfere sono disposte l'una sull'altra ed alternate ad anelli orizzontali, aggettanti dal bordo di una vasca più grande, molto bassa, verso una seconda, più piccola. Dalla vasca maggiore emerge un piccolo cerchio, posto in verticale che si contrappone simmetricamente alle sfere e agli anelli orizzontali.
Il disegno della fontana è molto semplice, ma a questo si contrappone la complessità strutturale, derivata dal rapporto tra le forze di compressione, di torsione e di flessione, dei carichi aggettanti. Il monumento appare perfettamente in equilibrio, garantito attraverso la travatura reticolare degli anelli e la struttura piena del sistema d'incastro con le sfere, sistema a sua volta portante e rinforzato con un pilastro che innerva l'asse verticale.
Dalle due vasche circolari escono dei lievi getti d'acqua, a cui però viene data una funzione secondaria poiché, secondo gli autori, lo scopo decorativo della fontana deve essere dato dagli elementi costruttivi, come altre fontane dei secoli precedenti.
La ricerca del dinamismo che nega un centro e una regolarità geometrica, si associa perfettamente con la complessità del sistema, anche variando lo spessore degli anelli e dissolvendo ogni corrispondenza simmetrica.
Grazie alle forme circolari è possibile avere uno sviluppo di vedute in successione graduale, e disposte in modo da lasciare, nonostante la sovrapposizione a torre, trasparenza e visibilità da un capo all'altro della piazza.
Terminata l'esposizione la struttura fu smontata per essere trasportata a Como e impiegata nella costruzione definitiva, che avverrà solo nel 1962 per interessamento della Famiglia Cattaneo.

### Campo dei giochi
Autori: Giulio Minoletti e Giuseppe Mazzoleni